# عبد المجيد الشتالي

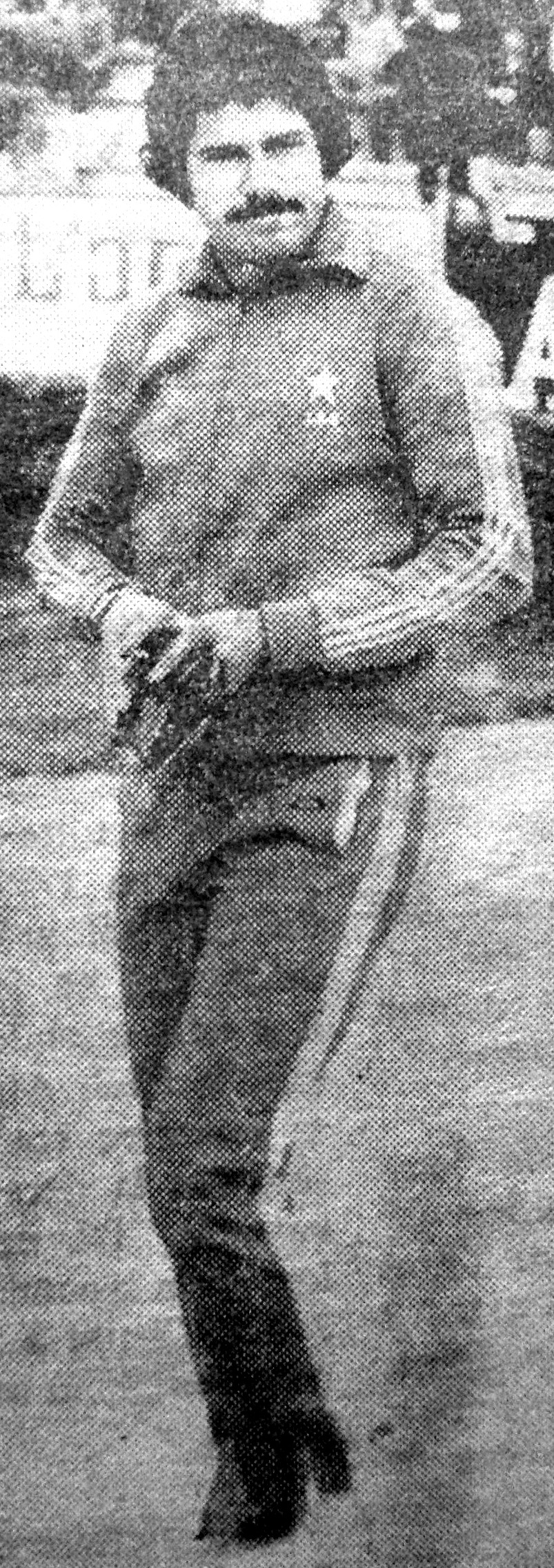
الشتالي أثناء تدريبه للنجم الرياضي الساحلي في 1973.

عبد المجيد الشتالي (بالفرنسية: Abdelmajid Chetali)‏ ولد في 4 يوليو 1939 في سوسة. هو لاعب ومدرب كرة قدم تونسي.

لعب في المجموع 70 مباراة مع منتخب تونس لكرة القدم وسجل معه 4 أهداف. يتمتع اليوم بمكانة كبيرة في تونس، ولكنه رفض تدريب المنتخب الوطني. يعتبر من أكثر الأشخاص الذي ساهموا في صعود فريق النجم الرياضي الساحلي ويعتبر من أساطيره، وكان يلقب باسم مجدة. يذكر أنه تحصل على بطاقة صفراء واحدة أثناء كل مساره الرياضي.

## السيرة الذاتية

### مستشار رياضي
يعمل كمستشار رياضي للقناة الأمريكية إي إس بي إن منذ 1998. نجح الشتالي في أن يكون من أفضل المستشارين الرياضيين العرب، وكذلك كمؤرخ إخباري للتلفزيون التونسي. يعتبر من أول العرب الذين حللوا مباراة كرة قدم على التلفزيون بعد أن قدم مثال لملعب عليه دمى لاعبين. حلل كذلك ثلاثة كؤوس للعالم، أربعة كؤوس أفريقية، كأسين آسويين، ثلاثة كؤوس أمريكية، وكذلك بطولات إيطاليا وإسبانيا وإنجلترا ودوري أبطال أوروبا.

## الألقاب والجوائز
- الرابطة التونسية المحترفة الأولى لكرة القدم: 1971ء1972 (النجم الرياضي الساحلي).
- الكأس المغاربية للأندية البطلة: 1972 (النجم الرياضي الساحلي).
- كأس تونس لكرة القدم: 1973-1974 (النجم الرياضي الساحلي).
- كأس تونس لكرة القدم: 1974-1975 (النجم الرياضي الساحلي).

## روابط خارجية
- عبد المجيد الشتالي على موقع الاتحاد الدولي (مؤرشف)  (الإنجليزية)
- عبد المجيد الشتالي على موقع قاعدة بيانات كرة القدم.إي يو (الإنجليزية)
- عبد المجيد الشتالي على موقع ناشيونال فوتبول تيمز (الإنجليزية)
- عبد المجيد الشتالي على موقع عالم كرة القدم.نت (الإنجليزية)
- عبد المجيد الشتالي على موقع أوليمبيديا (الإنجليزية)

## مقالات ذات صلة
- النجم الرياضي الساحلي.